# Oliver Diglesias

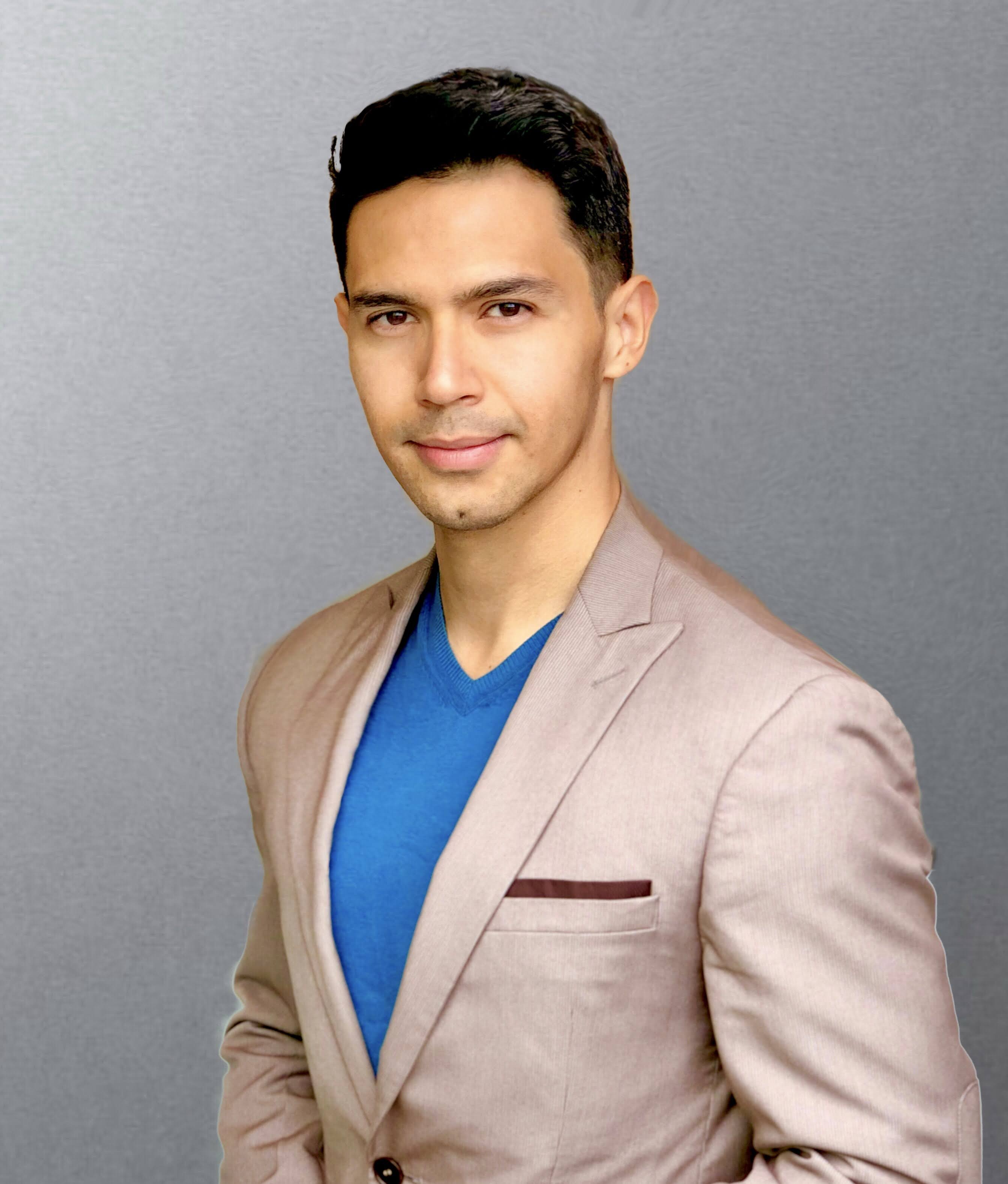
Oliver Diglesias

Oliver Javier Díaz Iglesias también conocido como Oliver Diglesias (nacido el 19 de noviembre de 1986 en Barranquilla), es un periodista, comunicador social y artista quien se ha desempeñado en el periodismo y en el ámbito organizacional durante los últimos 16 años.  

## Inicios
Nacido en Barranquilla, Colombia, Diglesias nace un 19 de noviembre de 1986 y estudia en el Colegio San José de la comunidad Jesuita. Al término de su graduación decide estudiar periodismo como segunda alternativa. Tal como lo publicara la gaceta “El Heraldo” de Barranquilla, el 2 de agosto de 2009, el comunicador social venia forjando una carrera como artista.

“En Junio de 2003, impulsado por su madre, (Oliver) ingresó a la Facultad de Comunicación Social Periodismo de la Universidad Autónoma del Caribe. Más que para ejercer su profesión en un futuro, lo hizo para abrirse espacio y alcanzar su gran sueño”.

Durante sus estudios en Barranquilla, Oliver consigue ser becado durante 7 semestres por su alto promedio académico. Sus habilidades excepcionales en el plano académico lo hicieron merecedor en el año 2009 de la máxima distinción a un egresado de la Universidad Autónoma del Caribe, plantel académico en el cual cursó su licenciatura en Comunicación Social – Periodismo y de la cual se graduó con honores con el mayor promedio académico de la carrera entre todos los programas académicos de la universidad: 4.81 sobre 5. Razón por la cual estudió becado sus estudios de postgrado en Alta Gerencia.   
En su ciudad de origen, Barranquilla, fue reconocido en 2009 por la Cámara de Comercio del departamento del Atlántico, a través de su plataforma de emprendimiento "Avanza Atlántico" por la formulación del mejor proyecto de Tecnologías de Información con enfoque de Comunicaciones y Periodismo, con su proyecto empresarial "Bacano WebTV", según registro de prensa del diario El Heraldo con fecha de 27 de diciembre de 2009. 

## Carrera periodística

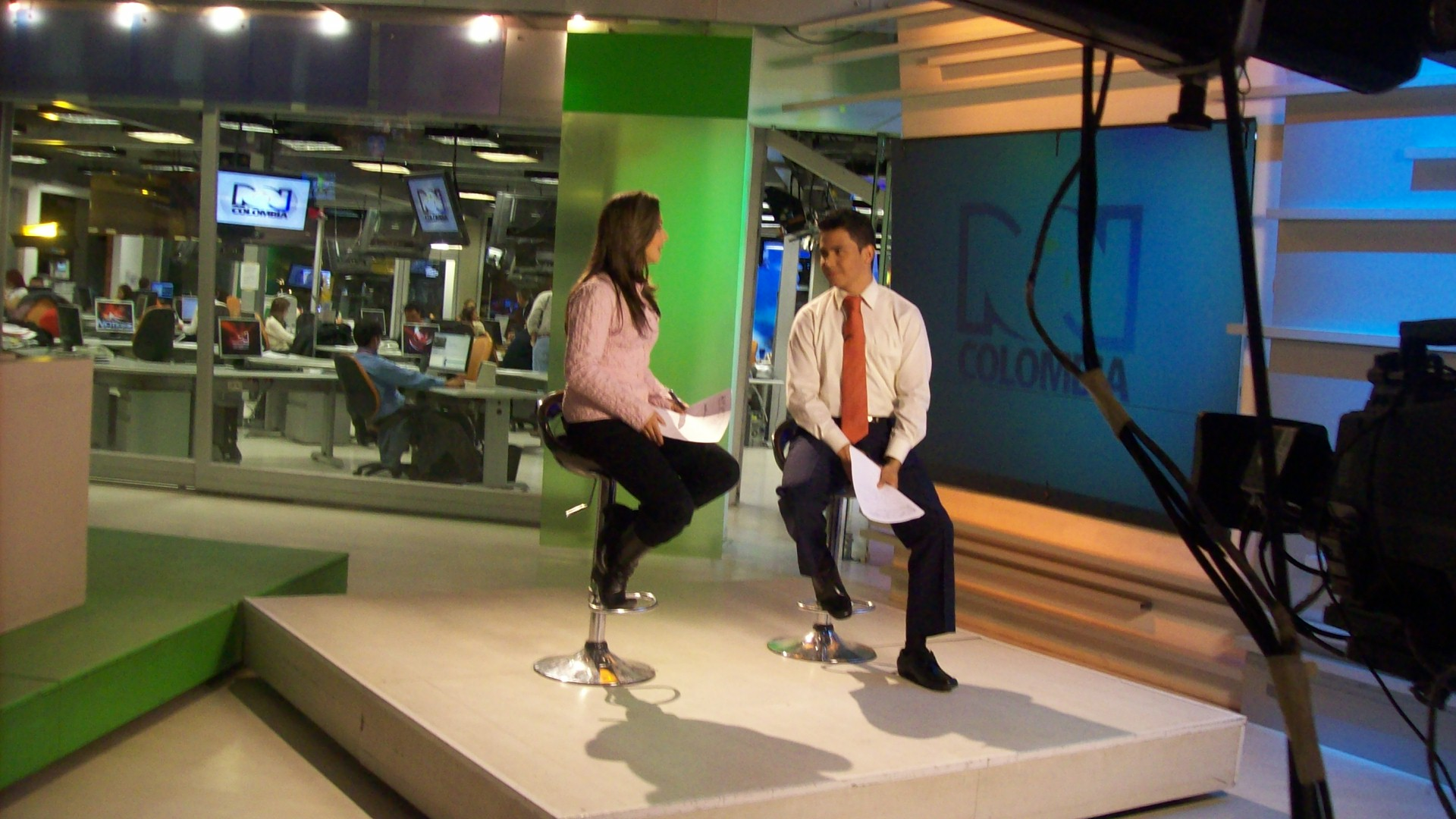
Oliver Diglesias presentando desde los estudios de RCN Televisión en Bogotá en 2009

Para el año 2004, Oliver Diglesias entra al Canal 23 de Barranquilla como periodista del programa “Universidad en Marcha”, encargándose del cubrimiento de noticias locales académicas. Pronto se convierte en el presentador y director periodístico de la emisión semanal. En el año 2008, se muda para Bogotá y entra a RCN Televisión en el proyecto Colombia News, el primer Noticiero en Inglés de Surámerica, donde se desempeña como productor ejecutivo y presentador los fines de semana. Además, conduce los populares segmentos semanales “My Colombia”, “My Spanish Lessons” y “Dancing with Diglesias”, donde muestra lo mejor de la cultura colombiana, sus danzas, comidas, modismos y expresiones típicas a través de su carisma y personalidad única en pantalla. Oliver también reportaría ciertos eventos de importancia latinoamericana desde los estudios RCN en Bogotá, a saber: La Quinta Cumbre de las Américas, La Asamblea General del Banco Interamericano de Desarrollo 2009 y el Carnaval de Barranquilla, el mismo año.

## Sector gubernamental
La carrera de Oliver dio un giro en el año 2011, cuando se vinculó en el sector público de su país en la agencia gubernamental Unidad de Planeación Minero Energética- UPME  del orden nacional y nivel descentralizado adscrita al Ministerio de Minas y Energía, en la cual hasta el segundo semestre de 2021 se seguía desempeñando como Profesional Especializado en Comunicaciones. Dentro de sus funciones se destaca el diseño e implementación de planes estratégicos de comunicaciones, organización de eventos, coordinación editorial de documentos técnicos, administración de contenidos por plataformas digitales y redes sociales, diseño de estrategias y campañas de comunicación y seguimiento al plan de publicaciones y eventos.  Además, ha brindado acompañamiento a iniciativas de Gobierno Internacional, trabajando en Colombia desde la UPME con los equipos de trabajo de agencias como el PNUD, ONUDI y Secretaría de Estado para Asuntos Económicos de Suiza - SECO en el diseño e implementación de la estrategia de comunicación de proyectos como Etiquetado Energético, Eficiencia Energética Industrial y Ciudades Energéticas, entre otros. De igual forma, con la banca multilateral en el año 2018 hizo parte del equipo evaluador del proyecto para “Diseñar, implementar y evaluar el Plan de Comunicación, Promoción y Posicionamiento del “Programa de Gestión Eficiente de la demanda de Energía en Zonas No Interconectadas – Piloto Archipiélago de San Andrés, Providencia y Santa Catalina”, como parte del contrato de préstamo del Banco Interamericano de Desarrollo n.º 3747/TC-CO.
Precisamente en el ámbito de la comunicación organizacional, se destaca en el año 2017 la invitación que recibió por parte del Gobierno de la República Popular de China al “Seminar for Omnimedia Reporters of Developing Countries” con el objetivo de compartir su experiencia y capacitarse junto a otras delegaciones de las Américas, África y Asia en torno a tendencias de las comunicaciones y nuevas narrativas.  
Durante su paso por el sector público, Oliver Diglesias también ha llevado a cabo la coordinación editorial de planes indicativos y de referencia del sector minero energético de su país, así como monografías sectoriales, boletines estadísticos de los subsectores de minería, petróleo, gas y energía eléctrica, como al cierre de esta edición se pudo corroborar en más de una docena de publicaciones en el Sistema de Información Minero Energético Colombiano- SIMEC.

## Carrera artística
La pasión por la música fue heredada de su padre, Alberto Diaz García, quien falleció en el año 2013 y quien le enseñó bases de armonía en guitarra. De ahí, que sus primeras composiciones fueran compuesta en el instrumento y hacia el año 2005 en compañía del productor Jorge Guzmán grabara su primer demo que incluyó los temas de su autoría “Descarga Latina” y “Punto de Equilibrio”, este último una balada pop que fue acompañada de un visual que se promocionó entre la comunidad universitaria local de su ciudad. Siguiéndole en 2006 “Cumbia, Cumbia” considerado solo un sencillo experimental.
En el año 2007 a la edad de 20 años y en un esfuerzo conjunto con la Universidad Autónoma del Caribe, lanza bajo la dirección del realizador Hugo Buitrago su primer video profesional “Verdad tal cual", tema con el cual empieza a fusionar aires rítmicos como reguetón, flamenco, hip- hop y cumbia. Luego en 2011, se lanza como productor y publica independientemente los sencillos "Bendita tu Piel" y "Tu Recuerdo". Más adelante, en el año 2019 a través de sus redes sociales realiza videocovers, con versiones acústicas de éxitos comerciales de la época.